# كأس إيطاليا 2008–09
كأس إيطاليا 2008–09 (بالإيطالية: Coppa Italia 2008-2009)‏ هو الموسم 62، و63 من  كأس إيطاليا. أقيم بتاريخ 9 أغسطس 2008، وأشرف على تنظيمه Lega Nazionale Professionisti ‏، وكان عدد الأندية المشاركة فيه  78، وفاز فيه نادي لاتسيو.